# Alochiria
Alochiria – przełożenie stron powodujące zwracanie się pacjenta w stronę połowy przestrzeni po stronie uszkodzenia przy działaniu bodźca po stronie przeciwległej tj. zaniedbywanej. Jest objawem uszkodzenia mózgu.